# Tanum (commune)

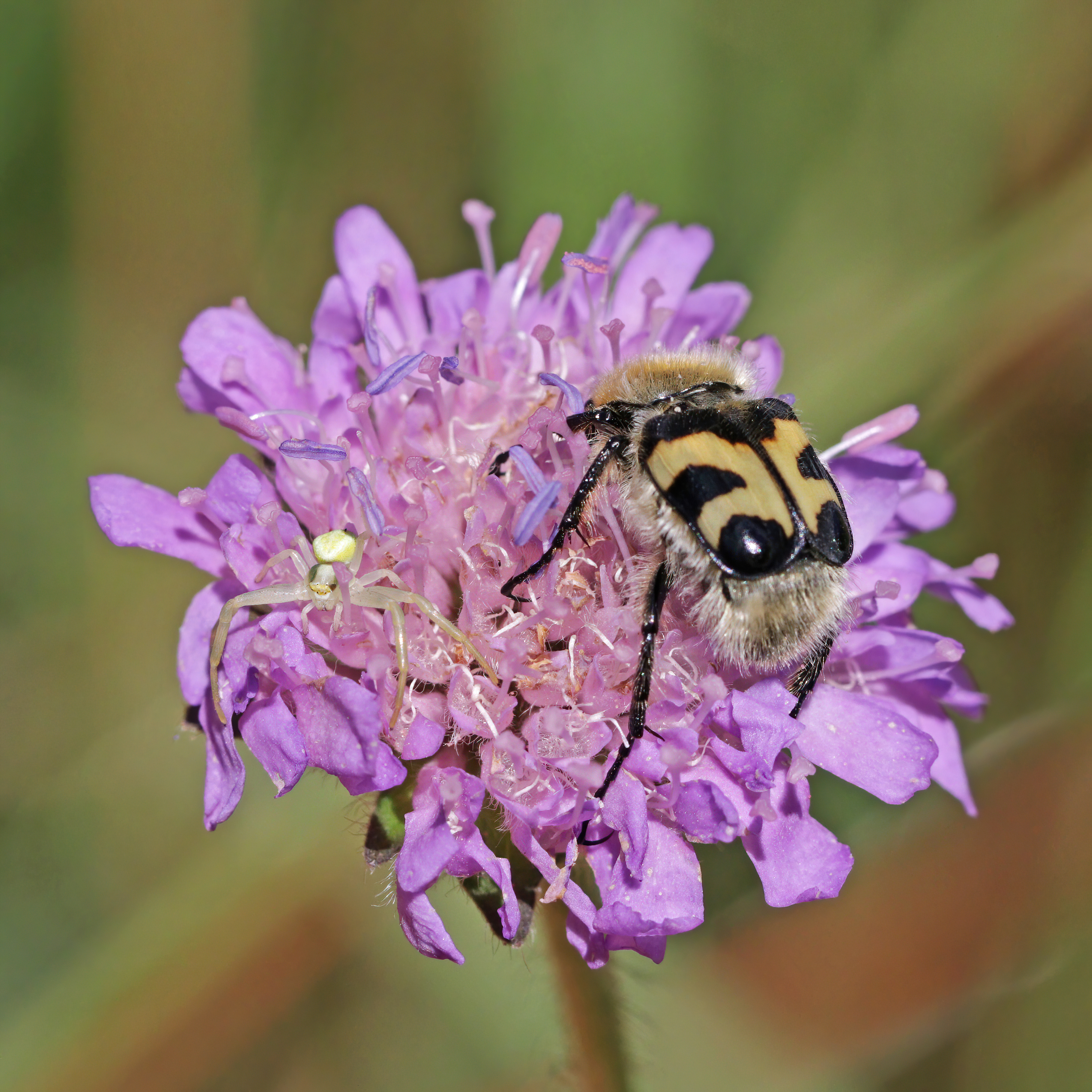
Une trichie fasciée, une thomisidae, sur une succisa pratensis (identification incertaine), dans la Valöns naturreservat, Tanums kommun. Juin 2018..

La commune de Tanum est une commune suédoise du comté de Västra Götaland, peuplée d'environ 12 920 habitants (2020). Son chef-lieu se situe à Tanumshede.

## Localités principales
- Fjällbacka
- Grebbestad
- Hamburgsund
- Rabbalshede
- Tanumshede
- Bullaren

## Personnalités
Le médaillé olympique le plus âgé de l'histoire des jeux olympiques modernes, Oscar Swahn (1847-1927), est né à Tanum.